# Grodziczno (gmina)
Pour les articles homonymes, voir Grodziczno.
Grodziczno est une gmina rurale du powiat de Nowe Miasto, Varmie-Mazurie, dans le nord de la Pologne. Son siège est le village de Grodziczno, qui se situe environ 12 km à l'est de Nowe Miasto Lubawskie et 64 km au sud-ouest de la capitale régionale Olsztyn.
La gmina couvre une superficie de 154,27 km2 pour une population de 6 195 habitants.

## Géographie
La gmina inclut les villages de Białobłoty, Boleszyn, Grodziczno, Jakubkowo, Katlewo, Kowaliki, Kuligi, Linowiec, Lorki, Montowo, Mroczenko, Mroczno, Nowe Grodziczno, Ostaszewo, Rynek, Świniarc, Trzcin, Zajączkowo et Zwiniarz.
La gmina borde les gminy de Brzozie, Kurzętnik, Lidzbark, Lubawa, Nowe Miasto Lubawskie et Rybno.